# Fliegerhorst Wunstorf

i7
i11
i13
Der Fliegerhorst Wunstorf (ICAO-Code: ETNW) ist ein deutscher Militärflugplatz, der ab 1934 für die Reichsluftwaffe angelegt wurde. Seit 1958 wird er von der Luftwaffe der Bundeswehr betrieben. Er liegt bei Wunstorf in Niedersachsen, östlich des Steinhuder Meers. Auf ihm sind (2022) das Lufttransportgeschwader 62 und das Systemzentrum 23 stationiert. Ausgebildet werden Fluggerätmechaniker und Elektroniker für Geräte und Systeme.

## Geschichte

### Fliegerstützpunkt „Steinhuder Meer“
Im Jahr 1933 wurde bei Wunstorf ein Fliegerstützpunkt des Deutschen Luftsportverbandes (DLV) gegründet. Der Verband war eine von der NSDAP gegründete, paramilitärische Tarnorganisation zum Aufbau einer Luftwaffe. Am 10. Juni 1934 fand beim Fliegerheim Großenheidorn ein „Fliegerstrandfest“ statt.

### Luftwaffe der Wehrmacht

#### Fliegerhorstbau
Der Fliegerhorst Wunstorf wurde für die Luftwaffe der Wehrmacht ab Frühjahr 1934 unter strenger Geheimhaltung und getarnt als Deutsche Verkehrsfliegerschule angelegt. Genutzt wurde dazu einschließlich des ehemaligen Exerzier- und Schießplatzes der Wunstorfer Reitenden Artillerie (bis 1866) eine Fläche zwischen Großenheidorn und der Straße Wunstorf–Neustadt am Rübenberge und zwischen Klein Heidorn und dem Kleinheidorner Moor.
Die Gebäude des Platzes waren durch einen am Südrand des Moores gelegenen Kiefernwald getarnt. Die Fläche betrug 414 Hektar. Sie wurde 1941 und 1943 erweitert; im Osten verschwand dadurch die Straße von Klein Heidorn nach Norden und die Landstraße Wunstorf–Neustadt am Rübenberge wurde unterbrochen. Der 44 Meter hohe Wasserturm an dieser Straße, erst 1932 für Wunstorf und Neustadt errichtet, wurde 1934 abgetragen. Die beiden Städte schlossen sich daher im April 1935 an die Harzwasserleitung an. Im Sommer 1934 erfolgte der Bahnanschluss beim Staatsbahnhof Poggenhagen. Das Anschlussgleis verlief an der nördlichen Grenze des Horstes im Kiefernwald und verzweigte sich zu den unterschiedlichen Einrichtungen des Platzes. Oft kamen an einem Tag 20 bis 30 Waggons mit Klärschlamm aus dem Ruhrgebiet, mit dem eine feste Grasnarbe vor allem im Bereich der Startbahn geschaffen wurde; das Sanddünengelände wurde dafür eingeebnet.
Ab August 1934 wurde der Platz mit einem 13 Kilometer langen Zaun gesichert und bewacht. An der Baustelle mit Tausenden von Arbeitern waren etwa 20 Wunstorfer Firmen und aus seinem Neustädter Lager der Reichsarbeitsdienst beteiligt. Die Steinhuder Meer-Bahn richtete im November 1934 einen Busverkehr ein. Der Fliegerhorst sollte eine Gruppe eines Kampfgeschwaders, bestehend aus drei Staffeln, mit 36 Flugzeugen aufnehmen. Dafür wurden vier Betonhallen gebaut, eine davon als Werft. Eine weitere Halle entstand für die Instandsetzung von Tragflächen, daneben die Waffenmeisterei. Ein Blinkfeuer wurde südlich von Bordenau installiert.
Für das Fliegende Personal wurden sechs Unterkunftsblöcke und Geschäftszimmergebäude errichtet. Für die Kommandantur, zwei Flughafenbetriebskompanien, die Horstkompanie, die Luftnachrichtenstelle, die Funkmeisterei und das Krankenrevier entstanden weitere Gebäude. Ebenso wurde das Befehlsgebäude und nahe der Waffenmeisterei ein hoher Sendemast errichtet. Vier Unterkunftshäuser baute man für unverheiratete Offiziere. Außerhalb bei der Hauptwache entstanden fünf Wohngebäude für Familien. In Wunstorf entstanden Wohngebäude für Offizier- und Unteroffizierfamilien in der Hindenburgstraße, der Oswald-Boelcke-Straße und der Frankestraße.

#### Nutzung durch die Reichsluftwaffe
Am 2. April 1936 wurde der Fliegerhorst mit einer Parade durch die Wunstorfer Altstadt seiner Bestimmung übergeben. Ab 20. Mai 1936 konnten der Fliegerübungsplatz Metel (weitgehend identisch mit dem späteren Standortübungsplatz Luttmersen) für Bombenabwurf von Betonbomben und der Fliegerschießplatz Scharrel für Scharfschießübungen genutzt werden.
Folgende ausgesuchte fliegende aktive Einheiten (ohne Schul- und Ergänzungsverbände) der Reichsluftwaffe waren hier zwischen 1936 und 1945 stationiert:
| Von            | Bis           | Einheit                                                             | Ausrüstung                                    |
| -------------- | ------------- | ------------------------------------------------------------------- | --------------------------------------------- |
| März 1935      | März 1937     | II./KG 154 Geschwader Boelcke (II. Gruppe des Kampfgeschwaders 154) | Junkers Ju 52/3m g3e (Bomber)                 |
| April 1937     | April 1937    | II./KG 157 Geschwader Boelcke                                       | Junkers Ju 52/3m g3e, Heinkel He 111 (Bomber) |
| Mai 1939       | August 1939   | II./KG 27                                                           | Heinkel 111P                                  |
| Oktober 1939   | Mai 1940      | III./KG 27                                                          | Heinkel 111P                                  |
| November 1939  | April 1940    | III./LG 1 (III. Gruppe des Lehrgeschwaders 1)                       | Heinkel He 111H, Junkers Ju 88A               |
| Juni 1940      | Juli 1940     | Teile der II./JG 27 (II. Gruppe des Jagdgeschwaders 27)             | Messerschmitt Bf 109E                         |
| März 1941      | Mai 1941      | Stab, I./KG 3                                                       | Dornier Do 17Z, Junkers Ju 88A                |
| November 1941  | August 1944   | Teile der III./NJG 3 (III. Gruppe des Nachtjagdgeschwaders 3)       | Messerschmitt Bf 110                          |
| Juli 1943      | August 1943   | I./ZG 1 (I. Gruppe des Zerstörergeschwaders 1)                      | Messerschmitt Bf 110G-2                       |
| Oktober 1943   | März 1944     | Stab, III./ZG 26                                                    | Messerschmitt Bf 110G-2                       |
| Juni 1944      | Juli 1944     | III./JG 1                                                           | Messerschmitt Bf 109G-6                       |
| Juni 1944      | Juli 1944     | I./JG 3                                                             | Messerschmitt Bf 109G-6                       |
| Juli 1944      | August 1944   | Stab/JG 53                                                          | Messerschmitt Bf 109G-14                      |
| August 1944    | Oktober 1944  | I./JG 5                                                             | Messerschmitt Bf 109G-6                       |
| September 1944 | November 1944 | I./LG 1                                                             | Junkers Ju 88S-3                              |
| Oktober 1944   | Dezember 1944 | Stab, II./JG 11                                                     | Messerschmitt Bf 109G-6, Bf 109G-14           |

Auf Weisung des Reichsluftfahrtministeriums hatte die II./KG 157 eine 10. Staffel vom Januar 1938 bis März 1939 einzurichten. Sie diente als Ausbildungs- und Ersatzstaffel für die K/88 der Legion Condor.

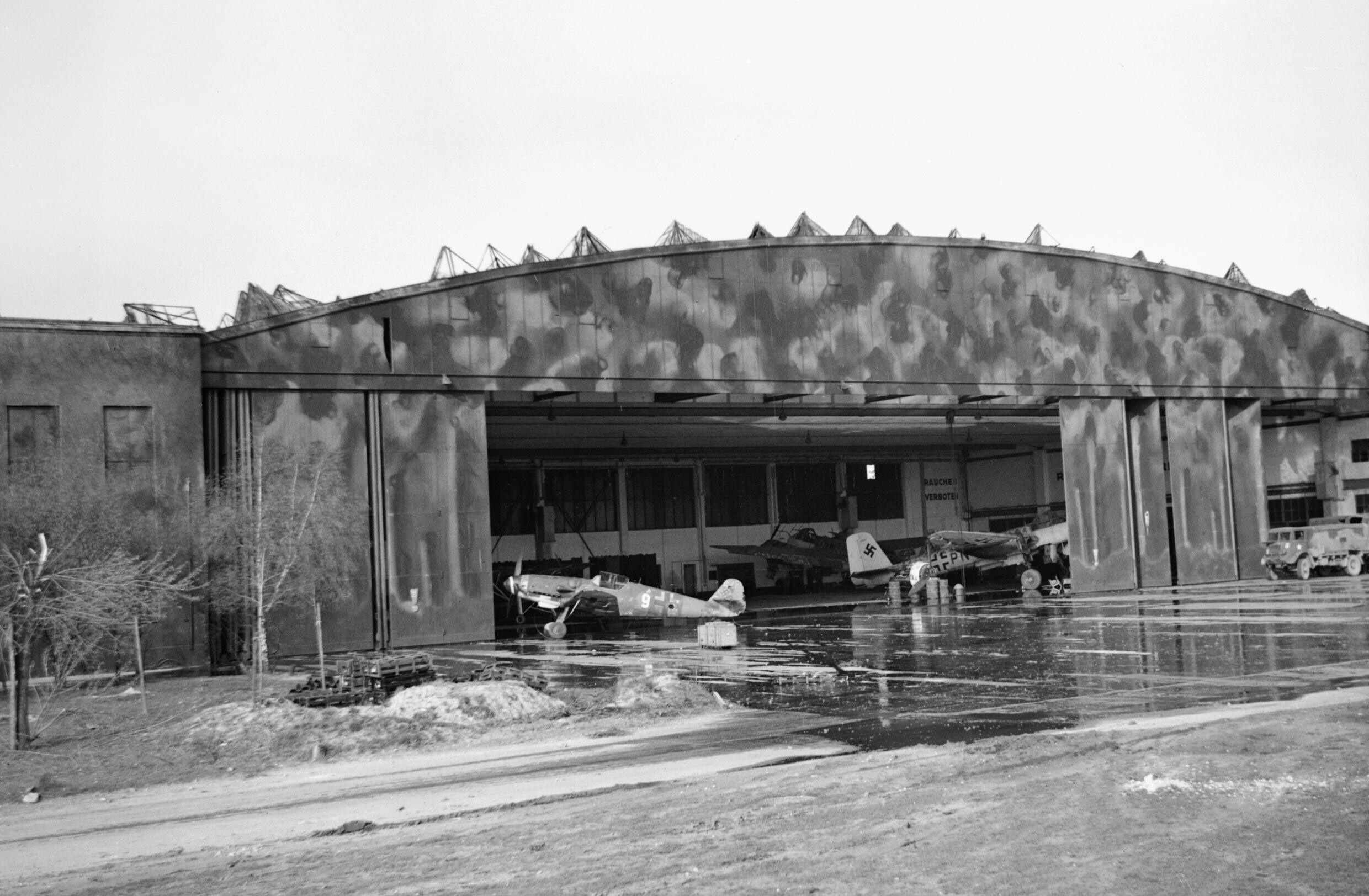
Flugzeughangar des Fliegerhorstes Wunstorf am 8. April 1945

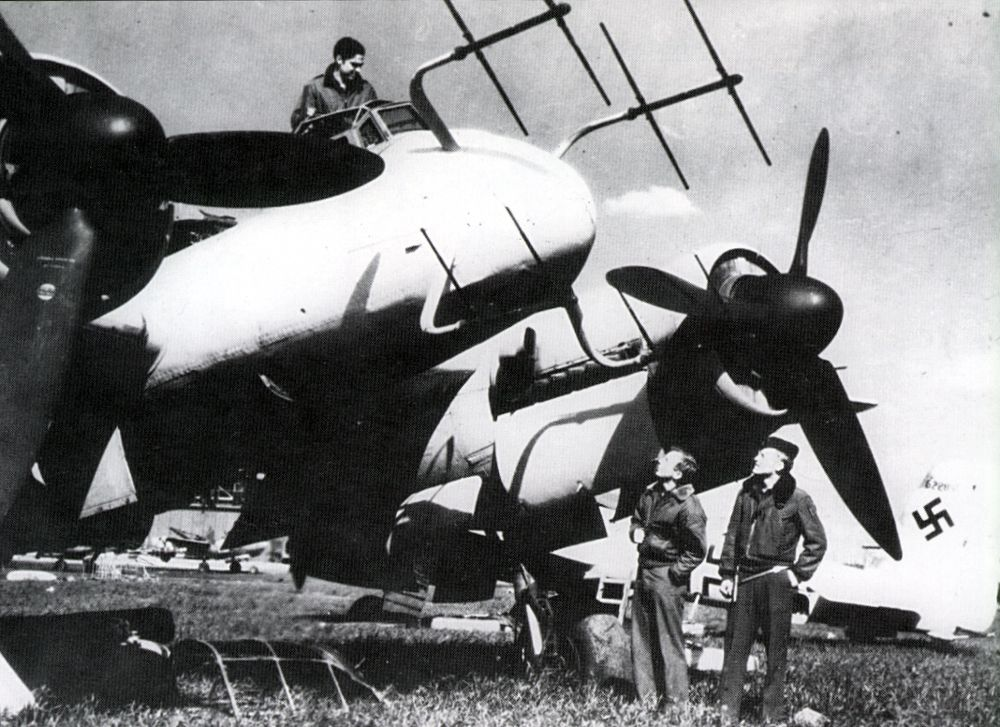
US-Soldaten untersuchen einen Ju 88 G-8 Nachtjäger auf dem Fliegerhorst Wunstorf, Sommer 1945

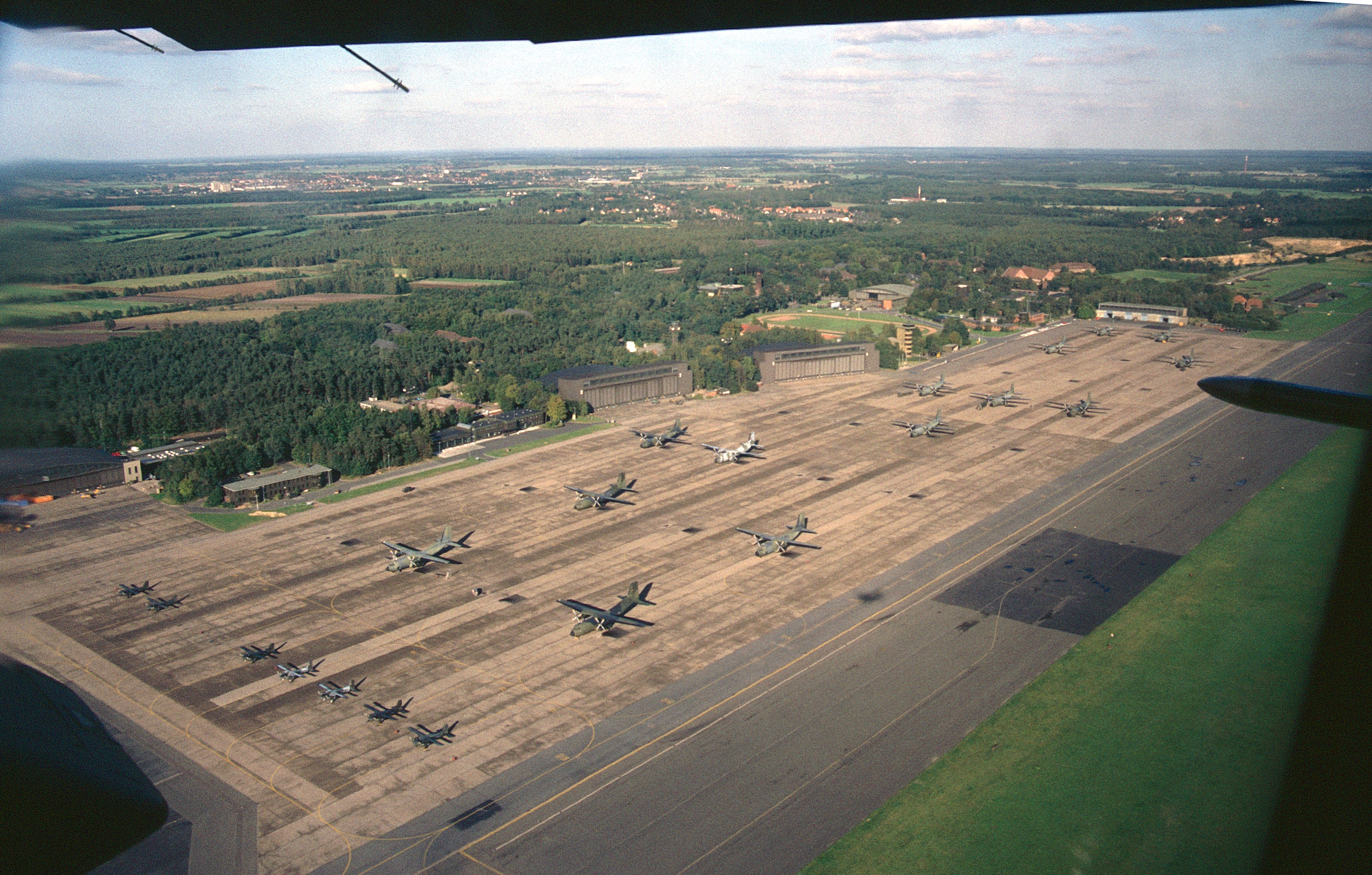
Vorfeld des Fliegerhorstes Wunstorf im Oktober 1989 mit C-160 Transall und Dornier Do 28

#### Legion Condor
Von 1936 bis 1939 wurde die Legion Condor von Einheiten des Fliegerhorstes durch Abstellungen von Soldaten und Flugzeuge unterstützt. Die Soldaten wurden aus dem aktiven Dienst entlassen und als Zivilisten getarnt eingesetzt. Dabei handelte es sich zunächst um Freiwillige, später um Zwangsversetzungen.
Im August 1936 starteten drei Besatzungen der zweiten Gruppe des Kampfgeschwaders 154 (II./KG 154) mit Ju-52-Flugzeugen von Wunstorf aus nach München. Dort wurden die Maschinen mit Zusatztanks ausgerüstet. Dann flog man weiter zum Flughafen Rom-Ciampino (Italien) und von dort acht Tage später nach Tétouan in Marokko. Das Panzerschiff Deutschland lag auf halber Strecke und diente per Funkpeilung zur Orientierung. Gelandet wurde auf einem Feldflugplatz in der Nähe der Stadt, von wo aus man weiter nach Sevilla flog. Spätere Personalabstellungen gelangten im Rahmen des Kommandos Rügen per Schiff nach Spanien. Die Wunstorfer waren die ersten Besatzungen, die (ohne Zusatztanks) drei Monate lang je 30 Spanier und Marokkaner sowie leichte Waffen dreimal täglich von Tetuan nach Sevilla oder Málaga flogen. Danach wurden die Ju 52 mit Bombengeschirren ausgerüstet und die drei Besatzungen der 2. Staffel der Kampfgruppe 88 zugewiesen. Dann wurde das eingeschlossene Toledo aus der Luft versorgt. Dazu wurden – unter Beschuss – aus geringer Höhe Säcke durch die Flugzeugtür in einen Zielkreis geworfen. Von Salamanca und Burgos aus wurden Bombenangriffe auf Stellungen und Orte geflogen, auch auf Guernica. Am Luftangriff auf Guernica am 26. April 1937 waren 12 Soldaten vom Wunstorfer Fliegerhorst beteiligt. Nach etwa einem Jahr wurden die drei Wunstorfer Besatzungen abgelöst. Um die Tarnung aufrechtzuerhalten, ging es nach Lissabon und von dort per Schiff über San Antonio (Argentinien) nach Hamburg.

### Royal Air Force
Im April 1945 übernahm die Royal Air Force (RAF) den Fliegerhorst, den die Alliierten zunächst als Advanced Landing Ground ALG B-116 bezeichneten. Die British Air Force of Occupation stationierte hier besonders Jagdbombergeschwader, zum Beispiel das 123. Wing. Dies bestand im Sommer 1945 aus Typhoon-IB- und Spitfire-XIV/XVI-Staffeln, letztere der Royal Canadian Air Force (zwei Staffeln) sowie mit Freiwilligen aus Belgien und den Niederlanden (zwei bzw. eine Staffel). RAF Wunstorf blieb als einer der wenigen noch unmittelbar nach Kriegsende genutzten Flugplätze eine Station der RAF, ab Ende März 1946 unterstanden dem 123. Geschwader jedoch lediglich noch zwei britische Staffeln Tempest V. Ein Jahr später sank der Klarstand dieser bereits im Krieg eingesetzten Maschinen bedenklich. Im Januar 1948 begann daher bei der ersten der beiden Staffeln, der 80. Squadron, die Umrüstung auf die letzte Baureihe der Spitfire (F.24), während die zweite Einheit, die 3. Squadron, Mitte April 1948 mit Zulauf der Vampire F1 das Jet-Zeitalter bei der RAF einläutete.

#### Luftbrücke
Im Sommer des Jahres wurden beide Staffeln nach RAF Gütersloh verlegt, um Platz für die bei der Berliner Luftbrücke eingesetzten Frachtmaschinen zu schaffen. Während der Luftbrücke starteten erstmals am 28. Juni 1948 von Wunstorf aus „Dakotas“ (Douglas DC-3) zum Flugplatz Gatow. Weitere Transportflugzeuge waren vom Flugzeugmuster Avro York.
Am 19. September 1948 verunglückte beim Start eine dieser Maschinen durch Triebwerksausfall. Alle fünf Besatzungsmitglieder kamen ums Leben. Weitere drei Maschinen gingen hier im Verlauf der Luftbrücke verloren (siehe unten Zwischenfälle).
Nach dem Ende der Luftbrücke Mitte 1949 wurde der Fliegerhorst wieder Heimat des 123. Wing, das zunächst u. a. auch noch Spitfires einsetzte. Ab Mitte 1950 startete auf Grund des Koreakrieges eine weltweite Aufrüstung und zwei weitere Staffeln Vampire verlegten nach Wunstorf. Im August 1952 trafen die ersten Venom FB1 bei 2. Tactical Air Force ein, Wunstorf fiel die Rolle der Einsatzerprobung dieses neuen Typs zu. Später in den 1950er Jahren betrieb die 2. Tactical Air Force dann nur noch Jets der Typen Swift FR.5 und Meteor PR.10.

### Luftwaffe
Im März 1958 übernahm die Luftwaffe der Bundeswehr den Fliegerhorst. Dieser wurde kurz darauf Standort der Flugzeugführerschule „S“, die hier vor allen Dingen die Ausbildung mit der Noratlas N2501 und ab 1968 mit der Transall C-160 durchführte.
Am 12. Oktober 1963 wurde Bundeskanzler Konrad Adenauer hier durch die Bundeswehr mit einer Parade verabschiedet. Im Sommer 1979 besuchte der damalige SACEUR-General Bernard W. Rogers den Fliegerhorst.
Durch Umgliederung im Oktober 1978 entstand aus der FFS „S“ das Lufttransportgeschwader 62, das seither hier stationiert ist.

#### A400M
Im Vorgriff des Zulaufs von etwa 50 Maschinen des Typs A400M Atlas, dessen erstes Exemplar im Dezember 2014 eintraf, begann im September 2009 ein Modernisierungs- und Erweiterungsprojekt. Der Fliegerhorst wurde der deutsche Typstützpunkt für den A400M. Bis zum Jahr 2016 wurden 450 Millionen Euro investiert. Bis zum Jahr 2028 sollen weitere 300 Millionen Euro hinzukommen.
Unter anderem wurde die Bahn 08/26 Richtung Osten verlängert. Die Außenabstellflächen wurden erweitert sowie neue Hallen und ein Ausbildungszentrum errichtet. Analog der Eurocopter-Tiger-Ausbildung werden Deutschland und Frankreich die Ausbildung auf der A400M gemeinsam betreiben. Für die Ausbildung in Wunstorf stehen zwei „Full Flight“ Simulatoren zur Verfügung, deren erster 2016 zertifiziert wurde. Deutschland übernimmt im Rahmen der Übereinkunft mit Frankreich die Grundausbildung gemäß JAR-FCL. Die anschließende Taktikausbildung der Einsatz-Besatzungen erfolgt am französischen Typstützpunkt Orléans-Bricy. In einer Übergangsphase erfolgten die Schulungen bei Airbus Military in Sevilla.
Am Westrand des Fliegerhorstes begann 2023 der Bau eines A400M-Wartungszentrums. Ab 2027 soll Airbus im Auftrag der Bundeswehr auch in Wunstorf die zivile Wartung des A400M durchführen. Die Anlage dafür entsteht am östlichen Ortsrand von Großenheidorn auf einer Fläche von rund 13 Hektar.

### Air Defender 23
Vom 12. Juni bis zum 23. Juni 2023 war der Flugplatz Teil des Großmanövers Air Defender 23. Die Übung war die größte von Luftstreitkräften seit Bestehen der NATO.

## Sonstiges

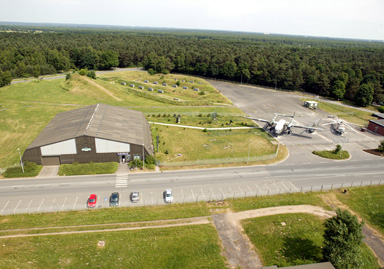
Ju-52-Museum am Fliegerhorst

Vor der Fliegerhorstwache bei Großenheidorn befindet sich das durch einen Verein getragene Ju-52-Museum mit Ausstellungshalle und Freigelände.
Zwei zivile Vereine nutzen den Platz vorwiegend an Wochenenden und Feiertagen. Die Sportfluggruppe Wunstorf e. V. betreibt zwei Motorflugzeuge, der Aeroclub Steinhuder Meer e. V. einen Motorsegler.

### Motorsport
In den Jahren 1964 bis 1998 war der Fliegerhorst fast alljährlich Austragungsort des Flugplatzrennens Wunstorf, in dem unterschiedlichste Rennserien an den Start gingen.
Zwischen 1984 und der DTM-Saison 1993 wurden insgesamt neun Rennen der Deutschen Tourenwagen-Meisterschaft in Wunstorf ausgetragen.
Die 5.050 Meter lange Strecke zählt zu den längsten in der Geschichte der DTM. Den Rundenrekord hält der Italiener Nicola Larini, der die Strecke mit seinem Alfa Romeo 155 V6 TI in 1:44,45 Minuten umfuhr. Die Bestzeit wurde 1993 im Qualifying zum bisher letzten DTM-Rennen auf dem Fliegerhorst aufgestellt.
In den Jahren 1977 bis 1979 sowie von 1985 bis 1990 war die Interserie in Wunstorf zu Gast, an welcher zuletzt auch Fahrzeuge der Sportwagen-Weltmeisterschaft (Gruppe C) teilnahmen. Den Rundenrekord in dieser Serie erzielte der Dänische Fahrer Kris Nissen auf Kremer Porsche 962 am 17. Juli 1988 mit einer Rundenzeit von 1:30,750 Minuten, was einer Durchschnittsgeschwindigkeit von 200,331 km/h entspricht.
Im Jahre 1999 wurden die alljährlichen Flugplatzrennen aus Kostengründen eingestellt.

## Zwischenfälle

### Unfälle 1935–1939
- Am 20. September 1938 stürzte eine He 111 unmittelbar nach dem Start zu einer Nachtübung ab. Die drei Besatzungsmitglieder starben.
- Am 29. April 1939 flog eine He 111 bei widrigen Witterungsverhältnissen in eine Hochspannungsleitung. Es war ein Heimatflug des Leutnant Mollinus, der seine Braut am Wochenende in München besuchen wollte. Der Flugzeugführer starb, Mollinus und die drei Besatzungsmitglieder erlitten schwere Verletzungen.
- Beim Schießen aus der Luft am Schießplatz Scharrel mit einer Ju 52 berührte der ausgefahrene Gondeltopf eine Zielscheibe und riss ab. Der Bordschütze Gerd Seifert wurde durch den Bordmechaniker ins Innere der Maschine gerettet.
- Beim Landeanflug streifte und zerstörte der Unteroffizier Krebs mit seiner Ju 52 ein Fußballtor.
- Im Juni 1937 streifte der reaktivierte Technische Offizier (TO) bei einer Landeübung den Zaun und startete durch. Die schwerbeschädigte Maschine landete der erfahrene Flugzeugführer Seewald. Wegen einer „phantastischen Landung“ wurde er alsbald zum Unteroffizier befördert.
- Am Tag der Wehrmacht (1937 oder 1938) musste eine He 111 wegen Kraftstoffmangels bei Bokeloh notlanden.

### Unfälle seit 1945
Von Mai 1945 bis November 2022 kam es am Flugplatz Wunstorf und in seiner näheren Umgebung zu 23 Totalschäden von Flugzeugen. Dabei kamen mindestens 8 Menschen ums Leben. Auszüge:
- Am 19. September 1948 verunglückte eine Avro York C.1 der Royal Air Force (Luftfahrzeugkennzeichen MW288) bei einem Nachtstart. Als sich ein Triebwerksausfall ereignete und das Frachtflugzeug von der Startbahn abkam, versuchten die Piloten, der Kollision mit einem Radar-Fahrzeug auszuweichen. Die Maschine wurde überzogen, es kam zu einem Strömungsabriss und zum Absturz bei Klein Heidorn. Das Flugzeug war für die Berliner Luftbrücke im Einsatz. Alle fünf Besatzungsmitglieder kamen ums Leben.[28][29]
- Am 23. September 1948 verunglückte eine Avro York C.1 der Royal Air Force (MW245) beim Startabbruch. Der Kommandant fuhr das Fahrwerk ein, um die Maschine noch rechtzeitig zum Stillstand zu bringen. Alle Insassen überlebten. Das Flugzeug, das im Rahmen der Berliner Luftbrücke eingesetzt war, wurde irreparabel beschädigt.[30]
- Am 10. November 1948 fiel in einer Avro York C.1 der Royal Air Force (MW270) beim Start der Fahrtmesser aus. Der Kommandant fuhr beim Startabbruch das Fahrwerk ein, um die Maschine noch rechtzeitig zum Stillstand zu bringen. Alle Insassen überlebten. Das Flugzeug wurde irreparabel beschädigt.[31]
- Am 30. Juli 1949 kam es zum Leistungsverlust in einem Triebwerk einer Avro York C.1 der Royal Air Force (MW145) während eines Nachtstarts. Die Richtungskontrolle ging verloren und die Piloten fuhren das Fahrwerk ein, um die Maschine noch rechtzeitig zum Stillstand zu bringen. Das Flugzeug wurde zerstört. Alle Insassen überlebten.[32]